# Sel (chimie)
Pour les articles homonymes, voir Sel.

Structure dans l'espace d'un cristal de sel de chlorure de sodium (NaCl)

En chimie, un sel ou composé ionique est un composé chimique constitué de cations et d’anions formant un ensemble électriquement neutre (sans charge électrique nette). Ces ions peuvent être aussi bien minéraux (chlorure Cl−) qu'organiques (acétate CH3-COO−) et monoatomiques (fluorure F−) aussi bien que polyatomiques (sulfate SO42−).
Les anions porteurs de deux charges négatives ou plus peuvent former des sels doubles ou triples ; par exemple, ces deux sels qui sont très présents dans la croûte terrestre :
- les feldspaths, des silicates [Si3O84-] doubles de potassium [K+] et d'aluminium [Al3+] ;
- la dolomite, un carbonate double de calcium et magnésium [CaMg(CO3)2].

Les solutions de sels dans l'eau sont appelées électrolytes, car conductrices de l'électricité. 

Les sels fondus sont tout aussi conducteurs que les électrolytes.

## Aspect

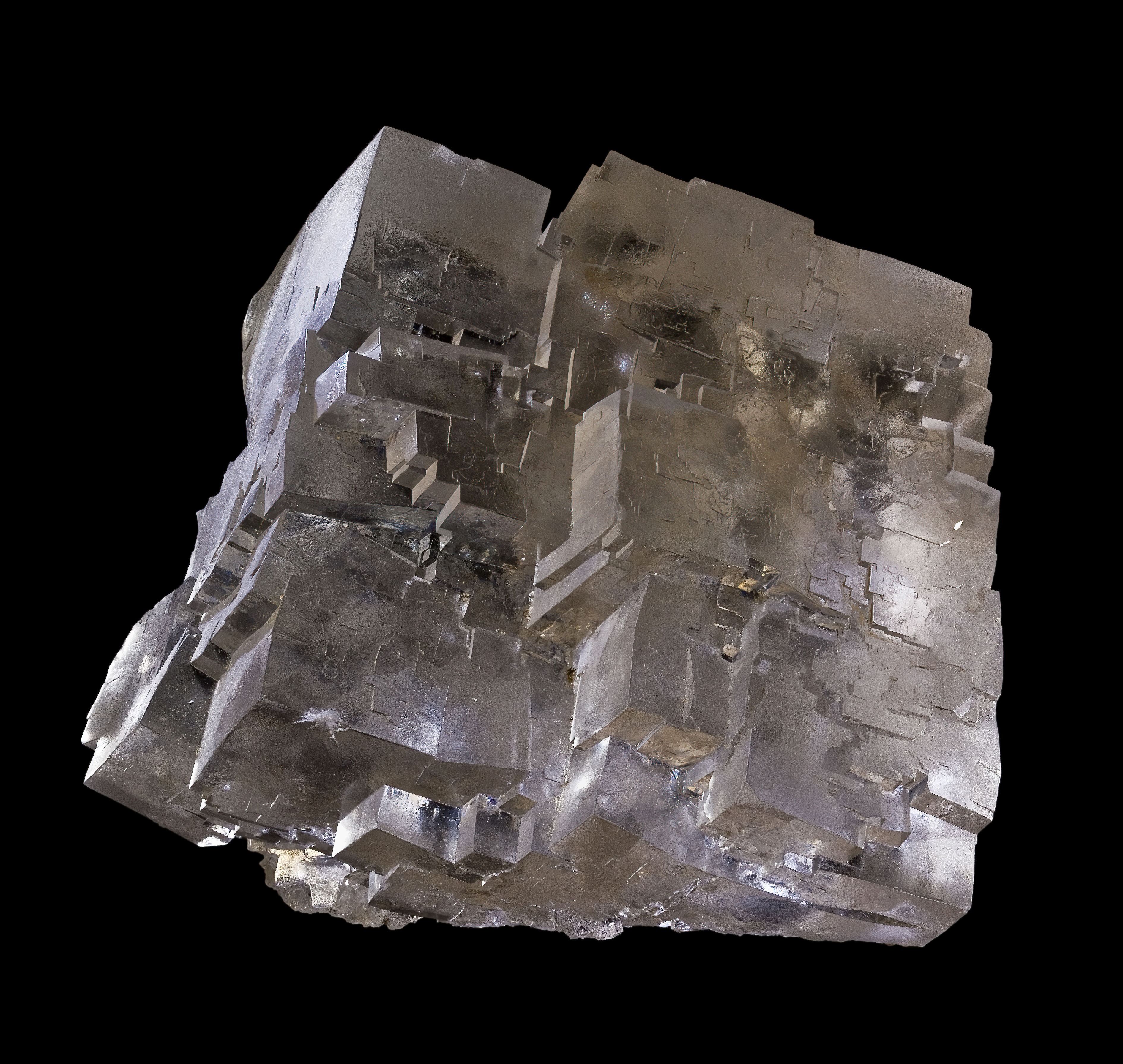
Cristal de chlorure de sodium

### Consistance
Les sels sont en général des cristaux solides à point de fusion relativement élevé. Cependant, il existe des sels qui sont liquides à température ambiante, ceux que l'on appelle liquides ioniques. Les sels minéraux ont d'habitude une faible dureté et une faible compressibilité, à l'instar du sel de table.

### Couleur
Les sels peuvent être clairs et transparents (chlorure de sodium), opaques, ou même d'éclat métallique ou lustrés (disulfure de fer). La couleur des cristaux ou des solutions salines dépend des ions qui constituent le sel. Les sels sont incolores lorsque leurs ions sont eux-mêmes incolores ; c'est le cas, par exemple, des sulfates et nitrates de sodium, de potassium, de calcium, d'ammonium, d'aluminium, etc. Ils sont, au contraire, fortement colorés quand leurs ions sont eux-mêmes colorés : ils communiquent alors à l'eau leur teinte caractéristique. Tel est le cas, par exemple, de l'ion permanganate violet MnO4−, de l'ion chromate jaune CrO42−, etc. 
Les sels peuvent avoir diverses couleurs, par exemple :
- jaune (chromate de sodium) ;
- orange (dichromate de sodium) ;
- rouge (sulfure de mercure) ;
- mauve (hexahydrate de dichlorure de cobalt) ;
- bleu (pentahydrate de sulfate de cuivre, hexacyanoferrate ferrique) ;
- vert (oxyde de nickel) ;
- incolore (sulfate de magnésium) ;
- blanc (dioxyde de titane) ;
- et noir (dioxyde de manganèse). La plupart des pigments minéraux ainsi que de nombreux colorants de synthèse organiques sont des sels.

### Saveur
Des sels différents peuvent donner les cinq saveurs de base, c’est-à-dire salé, sucré, acide, amer et savoureux.

## Nomenclature
En français, le nom d'un sel commence par celui de l'anion (ex. : chlorure de ou acétate de) suivi de celui du cation (ex. : sodium ou ammonium). Les sels sont souvent cités en fonction du seul nom du cation (ex. : sel de sodium ou sel d'ammonium) ou de celui de l'anion (ex. : chlorure ou acétate).

### Quelques cations courants formant des sels
- ammonium NH4+
- calcium Ca2+
- fer Fe2+ (ion fer II) et Fe3+ (ion fer III)
- magnésium Mg2+
- potassium K+
- pyridinium C5H5NH+
- ammonium quaternaire NR4+
- sodium Na+
- lithium Li+

### Quelques anions courants formant des sels
(Le nom de l'acide parent est entre parenthèses)
- acétate CH3-COO− (acide acétique)
- carbonate CO32− (acide carbonique)
- chlorure Cl− (acide chlorhydrique)
- citrate HO-C(COO−)(CH2-COO−)2 (acide citrique)
- cyanure C≡N− (acide cyanhydrique ou cyanure d'hydrogène)
- hydroxyde HO− (Eau)
- nitrate NO3− (acide nitrique)
- nitrite NO2− (acide nitreux)
- oxyde O2− (Eau)
- phosphate PO43− (acide phosphorique)
- sulfate SO42− (acide sulfurique)

## Formation
Les sels sont formés par réaction entre :
- une base et un acide : NH3 + HCl → NH4Cl
- un métal et un acide : Mg + H2SO4 → MgSO4 + H2
- une base et un anhydride acide : 2 NaOH + Cl2O → 2 NaClO + H2O
- un acide et un anhydride basique : 2 HNO3 + Na2O → 2 NaNO3 + H2O

Les sels peuvent aussi se former si des solutions de différents sels sont mélangées. Les ions se recombinent alors et de nouveaux sels insolubles se forment et précipitent :
Pb(NO3)2(aq) + Na2SO4(aq) → PbSO4(s) + 2 NaNO3(aq)